# 基本利率
基本利率或基準利率（英語：base rate）是商業銀行經貼現窗向中央銀行借取資金時，計算貼現率時用作參考的利率。基本利率的調節會影響銀行短期的同業拆息及資金成本。
因此，在景氣良好的情況下，存款和貸款的利率會上升，貨幣流通因此受到抑制。在經濟不景氣的情況下，利率會降低，這將有助於貨幣流通，使經濟漸漸回暖。基準利率、政策利率也是中央銀行引導的目標利率，與市場利率相對。

## 香港

### 歷史
基本利率前稱為流動資金調節機制拆出息率（Liquidity Adjustment Facility Offer Rate）。隨著金管局在1998年9月5日以貼現窗取代流動資金調節機制，才改稱為基本利率。

### 計算方法
香港金融管理局會在每天香港銀行同業市場開市前公佈基本利率。基本利率一般是依照以下計算方法自動調節，當中不涉及人為的酌情決定，務求使利率能反映資金流量情況，同時避免利率過度波動。然而，金管局仍保留在特殊情況下調節基本利率的權力。
基本利率等於美國聯邦基金目標利率加0.5厘或隔夜與1個月香港銀行同業拆息的5天移動平均數的平均值水平的較高者。例如2018年9月，美國聯儲局宣布加息四分一厘，聯邦基金利率上調0.25厘。根據計算方式，基本利率即由2.25厘上升至2.5厘。
因此每當美國聯儲局提高聯邦基金目標利率，香港的基本利率會根據預設公式而提高。

### 影響
基本利率的上調反映銀行從貼現窗借取資金的成本，與最優惠利率、香港銀行同業拆息並沒有直接的關係。

## 澳門
因澳門元與港元掛鈎，澳門的基本利率一般會跟香港的基本利率保持一致，以維持匯率制度的運作。

## 外部連結
- Interest rates and Bank Rate Bank of England（页面存档备份，存于）